# Móric Esterházy
Pour les articles homonymes, voir Esterházy.
Le comte Móric Esterházy de Galántha né le 27 avril 1881 à Majk et mort le 28 juin 1960 à Vienne, est une personnalité politique hongroise. Il est le grand-père de l'écrivain Péter Esterházy.

## Biographie
Il est né dans l'ancien monastère de Majkpuszta près de Tatabánya, que la famille utilisait comme pavillon de chasse. Ses parents étaient Miklós Esterházy (1855-1925) et la princesse Franziska de Schwarzenberg (1861-1951). Esterházy était marié à la comtesse Margit Károlyi (1896–1975). Le couple a eu quatre enfants.
Il étudia le droit à Budapest et à Oxford et devint en 1905 membre de la chambre des magnats ; il fut nommé chambellan royal. En 1906, en tant que membre du Parti constitutionnel (Alkotmánypárt), il devient député de Tőketerebes à l'Assemblée nationale. Pendant la Première Guerre mondiale, il a combattu en tant que capitaine de réserve sur les fronts serbe et russe.

## Premier ministre du royaume de Hongrie
Proche du roi Charles IV, réputé plus malléable que Tisza, de plus favorable à ses projets de réforme, il exerce les fonctions de premier ministre de Hongrie du 15 juin au 23 août 1917, après la démission de István Tisza,. 
Sa principale mission consiste à faire adopter en Hongrie une réforme du droit de suffrage, devant aboutir à la mise en place du suffrage universel. Il propose une réforme aboutissant au doublement du corps électoral, ouvrant le corps électoral aux personnes de plus de 24 ans sachant lire et écrire, aux ouvriers d'usine et aux soldats ayant servi au moins trois mois sur le front.
Ne disposant ni de majorité au parlement de Budapest,, ni du soutien affirmé du souverain, malmené au parlement, contrôlé par le Parti national du Travail, pour faire adopter la réforme sur le droit de suffrage, il doit rapidement céder le pouvoir à Sandor Wekerle, vieux routier de la vie politique hongroise qui a déjà exercé les fonctions de président du conseil hongrois, le 23 août 1917.